# Nickelback/Auszeichnungen für Musikverkäufe

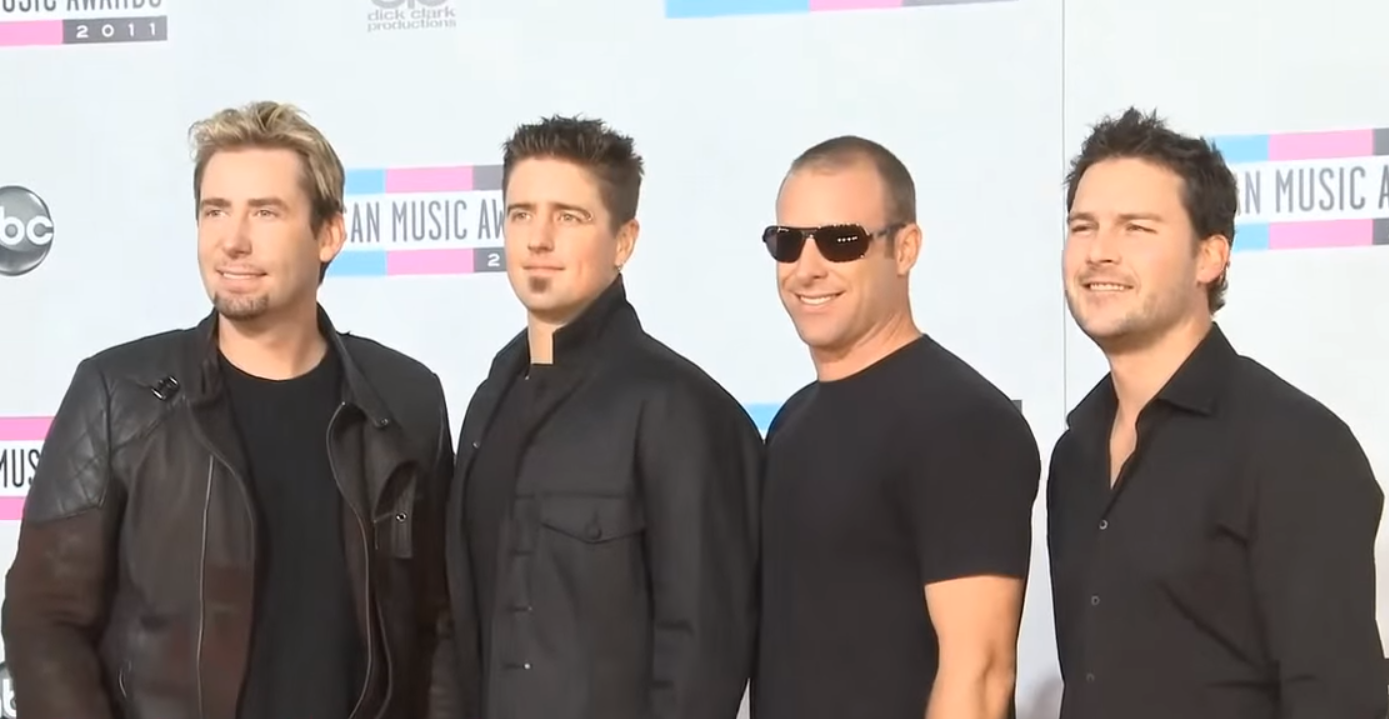
Nickelback (2011)

Dies ist eine Übersicht über die Auszeichnungen für Musikverkäufe der kanadischen Rockband Nickelback. Die Auszeichnungen finden sich nach ihrer Art (Gold, Platin usw.), nach Staaten getrennt in chronologischer Reihenfolge, geordnet sowie nach den Tonträgern selbst, ebenfalls in chronologischer Reihenfolge, getrennt nach Medium (Alben, Singles usw.), wieder.

## Auszeichnungen
| - Frankreich - 2002: für die Single How You Remind Me - Vereinigtes Königreich - 2013: für das Album The State - 2015: für das Album Curb - 2019: für die Single If Today Was Your Last Day - 2019: für das Album Feed The Machine - 2020: für die Single Gotta Be Somebody - 2021: für die Single When We Stand Together - 2022: für die Single Savin’ Me - 2023: für die Single Animals - 2024: für die Single Lullaby - 2025: für die Single Too Bad - Australien - 2004: für die Single Figured You Out - 2005: für die Single Photograph - 2006: für die Single Far Away - 2008: für das Videoalbum Live At Sturgis - 2008: für das Videoalbum The Ultimate Video Collection - 2009: für die Single If Today Was Your Last Day - 2010: für die Single This Afternoon - 2012: für die Single Lullaby - Belgien - 2002: für das Album Silver Side Up - 2002: für die Single How You Remind Me - Dänemark - 2007: für die Single Rockstar - 2014: für die Single When We Stand Together - 2017: für das Album The Best of Nickelback – Vol. 1 - 2021: für die Single Burn It to the Ground - 2024: für die Single Far Away - 2024: für die Single Someday - 2025: für die Single If Today Was Your Last Day - Deutschland - 2002: für die Single How You Remind Me - 2003: für das Album The Long Road - 2012: für die Single When We Stand Together - 2012: für das Album Here and Now - 2015: für das Album No Fixed Address - 2023: für die Single What Are You Waiting For? - Finnland - 2012: für das Album Here and Now - 2012: für die Single When We Stand Together - Frankreich - 2003: für das Album Silver Side Up - Kanada - 2010: für das Album Curb - 2012: für die Single Lullaby - 2023: für die Single Leader of Men - 2023: für die Single Shakin’ Hands - 2024: für die Single San Quentin - Neuseeland - 2004: für das Album The Long Road - 2016: für die Single Gotta Be Somebody - Niederlande - 2008: für das Album All the Right Reasons - Österreich - 2002: für die Single How You Remind Me - 2003: für das Album The Long Road - 2007: für das Album All the Right Reasons - 2011: für das Album Dark Horse - Polen - 2013: für das Album Here and Now - Schweden - 2002: für das Album Silver Side Up - 2009: für das Album Dark Horse - 2012: für das Album Here and Now - Schweiz - 2002: für die Single How You Remind Me - 2003: für das Album The Long Road - 2005: für das Album All the Right Reasons - 2011: für die Single When We Stand Together - 2013: für die Single Lullaby - Spanien - 2024: für die Single How You Remind Me - Ungarn - 2013: für das Album The Best of Nickelback – Vol. 1 - Vereinigte Staaten - 2002: für das Videoalbum Live at Home - 2004: für die Single Someday - 2005: für die Single Figured You Out - 2009: für das Videoalbum Live at Sturgis 2006 - 2021: für die Single Never Again - 2021: für die Single Too Bad - Vereinigtes Königreich - 2011: für das Album Here and Now - 2013: für das Videoalbum The Ultimate Video Collection - 2022: für das Album No Fixed Address - 2023: für die Single Far Away | - Australien - 2003: für die Single Someday - 2009: für die Single Gotta Be Somebody - 2011: für die Single When We Stand Together - 2015: für das Album No Fixed Address - 2016: für das Album The Best of Nickelback – Vol. 1 - Dänemark - 2012: für das Streaming When We Stand Together - 2018: für das Album Dark Horse - 2020: für die Single How You Remind Me - 2022: für das Album Here and Now - Deutschland - 2002: für das Album Silver Side Up - 2022: für die Single Rockstar - GCC - 2009: für das Album Dark Horse - Italien - 2018: für die Single How You Remind Me - Kanada - 2002: für das Album The State - 2004: für das Videoalbum The Videos - 2006: für die Single Photograph - 2010: für das Videoalbum The Ultimate Video Collection - 2011: für die Single When We Stand Together - 2015: für das Album No Fixed Address - 2023: für das Lied S.E.X. - 2023: für die Single Figured You Out - 2023: für die Single I’d Come for You - 2023: für die Single Never Gonna Be Alone - Neuseeland - 2002: für das Album Silver Side Up - 2020: für das Album The Best of Nickelback – Vol. 1 - 2021: für die Single Photograph - 2022: für die Single Far Away - 2022: für die Single Burn It to the Ground - 2023: für das Album Here and Now - Niederlande - 2002: für das Album Silver Side Up - Österreich - 2002: für das Album Silver Side Up - 2015: für das Album No Fixed Address - Schweden - 2002: für die Single How You Remind Me - Schweiz - 2002: für das Album Silver Side Up - 2013: für das Album Here and Now - Vereinigte Staaten - 2005: für das Videoalbum The Videos - 2008: für das Album The State - 2012: für das Videoalbum The Ultimate Video Collection - 2014: für das Album Here and Now - Vereinigtes Königreich - 2008: für das Album The Long Road - 2009: für das Album Dark Horse - 2020: für das Album The Best of Nickelback – Vol. 1 - 2024: für die Single Someday - 2024: für die Single Photograph - 2025: für die Single Burn It to the Ground - Deutschland - 2010: für das Album All the Right Reasons - 2024: für das Album Dark Horse | - Australien - 2002: für das Album Silver Side Up - 2012: für das Album Here and Now - Dänemark - 2024: für das Album Silver Side Up - Europa - 2002: für das Album Silver Side Up - Kanada - 2004: für das Videoalbum Live At Home - 2011: für das Album Here and Now - 2023: für die Single Someday - 2023: für die Single Something in Your Mouth - 2023: für die Single This Afternoon - Neuseeland - 2023: für das Album Dark Horse - 2023: für die Single Rockstar - Schweden - 2012: für die Single When We Stand Together - Vereinigte Staaten - 2018: für die Single Photograph - Australien - 2002: für die Single How You Remind Me - 2004: für das Album The Long Road - 2010: für das Album Dark Horse - Vereinigte Staaten - 2005: für das Album The Long Road - 2010: für das Album Dark Horse - Vereinigtes Königreich - 2003: für das Album Silver Side Up - 2020: für das Album All the Right Reasons - 2023: für die Single Rockstar - Australien - 2006: für das Album All the Right Reasons - Kanada - 2023: für die Single Gotta Be Somebody - 2023: für die Single If Today Was Your Last Day - Neuseeland - 2023: für das Album All the Right Reasons - 2024: für die Single How You Remind Me - Vereinigte Staaten - 2022: für die Single How You Remind Me - Vereinigtes Königreich - 2025: für die Single How You Remind Me - Kanada - 2010: für das Album The Long Road - Vereinigte Staaten - 2005: für das Album Silver Side Up - Kanada - 2010: für das Album All the Right Reasons - Kanada - 2004: für das Album Silver Side Up - 2023: für die Single Burn It to the Ground - Kanada - 2023: für das Album Dark Horse - Vereinigte Staaten - 2017: für das Album All the Right Reasons |

## Auszeichnungen nach Alben

### Curb
| Land/Region                  | Auszeichnungen für Musikverkäufe (Land/Region, Auszeichnung, Verkäufe) | Verkäufe |
| ---------------------------- | ---------------------------------------------------------------------- | -------- |
| Kanada (MC)                  | Gold                                                                   | 50.000   |
| Vereinigtes Königreich (BPI) | Silber                                                                 | 60.000   |
| Insgesamt                    | 1× Silber · 1× Gold ·                                                  | 110.000  |

### The State
| Land/Region                  | Auszeichnungen für Musikverkäufe (Land/Region, Auszeichnung, Verkäufe) | Verkäufe  |
| ---------------------------- | ---------------------------------------------------------------------- | --------- |
| Kanada (MC)                  | Platin                                                                 | 100.000   |
| Vereinigte Staaten (RIAA)    | Platin                                                                 | 1.000.000 |
| Vereinigtes Königreich (BPI) | Silber                                                                 | 60.000    |
| Insgesamt                    | 1× Silber · 2× Platin ·                                                | 1.160.000 |

### Silver Side Up
| Land/Region                  | Auszeichnungen für Musikverkäufe (Land/Region, Auszeichnung, Verkäufe) | Verkäufe  |
| ---------------------------- | ---------------------------------------------------------------------- | --------- |
| Australien (ARIA)            | 2× Platin                                                              | 140.000   |
| Belgien (BRMA)               | Gold                                                                   | (25.000)  |
| Dänemark (IFPI)              | 2× Platin                                                              | (40.000)  |
| Deutschland (BVMI)           | Platin                                                                 | (300.000) |
| Europa (IFPI)                | 2× Platin                                                              | 2.000.000 |
| Frankreich (SNEP)            | Gold                                                                   | (100.000) |
| Kanada (MC)                  | 8× Platin                                                              | 800.000   |
| Neuseeland (RMNZ)            | Platin                                                                 | 15.000    |
| Niederlande (NVPI)           | Platin                                                                 | (80.000)  |
| Österreich (IFPI)            | Platin                                                                 | (40.000)  |
| Schweden (IFPI)              | Gold                                                                   | (30.000)  |
| Schweiz (IFPI)               | Platin                                                                 | (40.000)  |
| Vereinigte Staaten (RIAA)    | 6× Platin                                                              | 6.000.000 |
| Vereinigtes Königreich (BPI) | 3× Platin                                                              | (900.000) |
| Insgesamt                    | 3× Gold · 28× Platin ·                                                 | 8.955.000 |

### The Long Road
| Land/Region                  | Auszeichnungen für Musikverkäufe (Land/Region, Auszeichnung, Verkäufe) | Verkäufe  |
| ---------------------------- | ---------------------------------------------------------------------- | --------- |
| Australien (ARIA)            | 3× Platin                                                              | 210.000   |
| Deutschland (BVMI)           | Gold                                                                   | 100.000   |
| Kanada (MC)                  | 5× Platin                                                              | 500.000   |
| Neuseeland (RMNZ)            | Gold                                                                   | 7.500     |
| Österreich (IFPI)            | Gold                                                                   | 15.000    |
| Schweiz (IFPI)               | Gold                                                                   | 20.000    |
| Vereinigte Staaten (RIAA)    | 3× Platin                                                              | 3.000.000 |
| Vereinigtes Königreich (BPI) | Platin                                                                 | 300.000   |
| Insgesamt                    | 4× Gold · 12× Platin ·                                                 | 4.152.500 |

### All the Right Reasons
| Land/Region                  | Auszeichnungen für Musikverkäufe (Land/Region, Auszeichnung, Verkäufe) | Verkäufe   |
| ---------------------------- | ---------------------------------------------------------------------- | ---------- |
| Australien (ARIA)            | 4× Platin                                                              | 280.000    |
| Deutschland (BVMI)           | 3× Gold                                                                | 300.000    |
| Kanada (MC)                  | 7× Platin                                                              | 700.000    |
| Neuseeland (RMNZ)            | 4× Platin                                                              | 60.000     |
| Niederlande (NVPI)           | Gold                                                                   | 30.000     |
| Österreich (IFPI)            | Gold                                                                   | 15.000     |
| Schweiz (IFPI)               | Gold                                                                   | 20.000     |
| Vereinigte Staaten (RIAA)    | Diamant                                                                | 10.000.000 |
| Vereinigtes Königreich (BPI) | 3× Platin                                                              | 900.000    |
| Insgesamt                    | 4× Gold · 19× Platin · 1× Diamant ·                                    | 12.305.000 |

### Dark Horse
| Land/Region                  | Auszeichnungen für Musikverkäufe (Land/Region, Auszeichnung, Verkäufe) | Verkäufe  |
| ---------------------------- | ---------------------------------------------------------------------- | --------- |
| Australien (ARIA)            | 3× Platin                                                              | 210.000   |
| Dänemark (IFPI)              | Platin                                                                 | 20.000    |
| Deutschland (BVMI)           | 3× Gold                                                                | 300.000   |
| Golf-Kooperationsrat (IFPI)  | Platin                                                                 | 6.000     |
| Kanada (MC)                  | 9× Platin                                                              | 720.000   |
| Neuseeland (RMNZ)            | 2× Platin                                                              | 30.000    |
| Österreich (IFPI)            | Gold                                                                   | 10.000    |
| Schweden (IFPI)              | Gold                                                                   | 20.000    |
| Vereinigte Staaten (RIAA)    | 3× Platin                                                              | 3.000.000 |
| Vereinigtes Königreich (BPI) | Platin                                                                 | 300.000   |
| Insgesamt                    | 3× Gold · 21× Platin ·                                                 | 4.616.000 |

### Here and Now
| Land/Region                  | Auszeichnungen für Musikverkäufe (Land/Region, Auszeichnung, Verkäufe) | Verkäufe  |
| ---------------------------- | ---------------------------------------------------------------------- | --------- |
| Australien (ARIA)            | 2× Platin                                                              | 140.000   |
| Dänemark (IFPI)              | Platin                                                                 | 20.000    |
| Deutschland (BVMI)           | Gold                                                                   | 100.000   |
| Finnland (IFPI)              | Gold                                                                   | 17.227    |
| Kanada (MC)                  | 2× Platin                                                              | 160.000   |
| Neuseeland (RMNZ)            | Platin                                                                 | 15.000    |
| Polen (ZPAV)                 | Gold                                                                   | 10.000    |
| Schweden (IFPI)              | Gold                                                                   | 20.000    |
| Schweiz (IFPI)               | Platin                                                                 | 30.000    |
| Vereinigte Staaten (RIAA)    | Platin                                                                 | 1.000.000 |
| Vereinigtes Königreich (BPI) | Gold                                                                   | 100.000   |
| Insgesamt                    | 5× Gold · 8× Platin ·                                                  | 1.612.227 |

### The Best of Nickelback – Vol. 1
| Land/Region                  | Auszeichnungen für Musikverkäufe (Land/Region, Auszeichnung, Verkäufe) | Verkäufe |
| ---------------------------- | ---------------------------------------------------------------------- | -------- |
| Australien (ARIA)            | Platin                                                                 | 70.000   |
| Dänemark (IFPI)              | Gold                                                                   | 10.000   |
| Neuseeland (RMNZ)            | Platin                                                                 | 15.000   |
| Ungarn (MAHASZ)              | Gold                                                                   | 1.000    |
| Vereinigtes Königreich (BPI) | Platin                                                                 | 300.000  |
| Insgesamt                    | 2× Gold · 3× Platin ·                                                  | 396.000  |

### No Fixed Address
| Land/Region                  | Auszeichnungen für Musikverkäufe (Land/Region, Auszeichnung, Verkäufe) | Verkäufe |
| ---------------------------- | ---------------------------------------------------------------------- | -------- |
| Australien (ARIA)            | Platin                                                                 | 70.000   |
| Deutschland (BVMI)           | Gold                                                                   | 100.000  |
| Kanada (MC)                  | Platin                                                                 | 80.000   |
| Österreich (IFPI)            | Platin                                                                 | 15.000   |
| Vereinigtes Königreich (BPI) | Gold                                                                   | 100.000  |
| Insgesamt                    | 2× Gold · 3× Platin ·                                                  | 365.000  |

### Feed The Machine
| Land/Region                  | Auszeichnungen für Musikverkäufe (Land/Region, Auszeichnung, Verkäufe) | Verkäufe |
| ---------------------------- | ---------------------------------------------------------------------- | -------- |
| Vereinigtes Königreich (BPI) | Silber                                                                 | 60.000   |
| Insgesamt                    | 1× Silber ·                                                            | 60.000   |

## Auszeichnungen nach Singles

### Leader of Men
| Land/Region | Auszeichnungen für Musikverkäufe (Land/Region, Auszeichnung, Verkäufe) | Verkäufe |
| ----------- | ---------------------------------------------------------------------- | -------- |
| Kanada (MC) | Gold                                                                   | 40.000   |
| Insgesamt   | 1× Gold ·                                                              | 40.000   |

### How You Remind Me
| Land/Region                  | Auszeichnungen für Musikverkäufe (Land/Region, Auszeichnung, Verkäufe) | Verkäufe  |
| ---------------------------- | ---------------------------------------------------------------------- | --------- |
| Australien (ARIA)            | 3× Platin                                                              | 210.000   |
| Belgien (BRMA)               | Gold                                                                   | 25.000    |
| Dänemark (IFPI)              | Platin                                                                 | 90.000    |
| Deutschland (BVMI)           | Gold                                                                   | 250.000   |
| Frankreich (SNEP)            | Silber                                                                 | 125.000   |
| Italien (FIMI)               | Platin                                                                 | 50.000    |
| Neuseeland (RMNZ)            | 4× Platin                                                              | 120.000   |
| Österreich (IFPI)            | Gold                                                                   | 20.000    |
| Schweden (IFPI)              | Platin                                                                 | 30.000    |
| Schweiz (IFPI)               | Gold                                                                   | 20.000    |
| Spanien (Promusicae)         | Gold                                                                   | 30.000    |
| Vereinigte Staaten (RIAA)    | 4× Platin                                                              | 4.000.000 |
| Vereinigtes Königreich (BPI) | 4× Platin                                                              | 2.400.000 |
| Insgesamt                    | 1× Silber · 5× Gold · 18× Platin ·                                     | 7.370.000 |

### Too Bad
| Land/Region                  | Auszeichnungen für Musikverkäufe (Land/Region, Auszeichnung, Verkäufe) | Verkäufe |
| ---------------------------- | ---------------------------------------------------------------------- | -------- |
| Vereinigte Staaten (RIAA)    | Gold                                                                   | 500.000  |
| Vereinigtes Königreich (BPI) | Silber                                                                 | 200.000  |
| Insgesamt                    | 1× Silber · 1× Gold ·                                                  | 700.000  |

### Never Again
| Land/Region               | Auszeichnungen für Musikverkäufe (Land/Region, Auszeichnung, Verkäufe) | Verkäufe |
| ------------------------- | ---------------------------------------------------------------------- | -------- |
| Vereinigte Staaten (RIAA) | Gold                                                                   | 500.000  |
| Insgesamt                 | 1× Gold ·                                                              | 500.000  |

### Someday
| Land/Region                  | Auszeichnungen für Musikverkäufe (Land/Region, Auszeichnung, Verkäufe) | Verkäufe  |
| ---------------------------- | ---------------------------------------------------------------------- | --------- |
| Australien (ARIA)            | Platin                                                                 | 70.000    |
| Dänemark (IFPI)              | Gold                                                                   | 45.000    |
| Kanada (MC)                  | 2× Platin                                                              | 160.000   |
| Vereinigte Staaten (RIAA)    | Gold                                                                   | 500.000   |
| Vereinigtes Königreich (BPI) | Gold                                                                   | 400.000   |
| Insgesamt                    | 3× Gold · 3× Platin ·                                                  | 1.175.000 |

### Figured You Out
| Land/Region               | Auszeichnungen für Musikverkäufe (Land/Region, Auszeichnung, Verkäufe) | Verkäufe |
| ------------------------- | ---------------------------------------------------------------------- | -------- |
| Australien (ARIA)         | Gold                                                                   | 35.000   |
| Kanada (MC)               | Platin                                                                 | 80.000   |
| Vereinigte Staaten (RIAA) | Gold                                                                   | 500.000  |
| Insgesamt                 | 2× Gold · 1× Platin ·                                                  | 615.000  |

### Photograph
| Land/Region                  | Auszeichnungen für Musikverkäufe (Land/Region, Auszeichnung, Verkäufe) | Verkäufe  |
| ---------------------------- | ---------------------------------------------------------------------- | --------- |
| Australien (ARIA)            | Gold                                                                   | 35.000    |
| Kanada (MC)                  | Platin                                                                 | 20.000    |
| Neuseeland (RMNZ)            | Platin                                                                 | 30.000    |
| Vereinigte Staaten (RIAA)    | 2× Platin                                                              | 2.000.000 |
| Vereinigtes Königreich (BPI) | Platin                                                                 | 600.000   |
| Insgesamt                    | 1× Gold · 5× Platin ·                                                  | 2.685.000 |

### Animals
| Land/Region                  | Auszeichnungen für Musikverkäufe (Land/Region, Auszeichnung, Verkäufe) | Verkäufe |
| ---------------------------- | ---------------------------------------------------------------------- | -------- |
| Vereinigtes Königreich (BPI) | Silber                                                                 | 200.000  |
| Insgesamt                    | 1× Silber ·                                                            | 200.000  |

### Far Away
| Land/Region                  | Auszeichnungen für Musikverkäufe (Land/Region, Auszeichnung, Verkäufe) | Verkäufe |
| ---------------------------- | ---------------------------------------------------------------------- | -------- |
| Australien (ARIA)            | Gold                                                                   | 35.000   |
| Dänemark (IFPI)              | Gold                                                                   | 45.000   |
| Neuseeland (RMNZ)            | Platin                                                                 | 30.000   |
| Vereinigtes Königreich (BPI) | Gold                                                                   | 400.000  |
| Insgesamt                    | 3× Gold · 1× Platin ·                                                  | 510.000  |

### Savin’ Me
| Land/Region                  | Auszeichnungen für Musikverkäufe (Land/Region, Auszeichnung, Verkäufe) | Verkäufe |
| ---------------------------- | ---------------------------------------------------------------------- | -------- |
| Vereinigtes Königreich (BPI) | Silber                                                                 | 200.000  |
| Insgesamt                    | 1× Silber ·                                                            | 200.000  |

### Rockstar
| Land/Region                  | Auszeichnungen für Musikverkäufe (Land/Region, Auszeichnung, Verkäufe) | Verkäufe  |
| ---------------------------- | ---------------------------------------------------------------------- | --------- |
| Dänemark (IFPI)              | Gold                                                                   | 7.500     |
| Deutschland (BVMI)           | Platin                                                                 | 300.000   |
| Neuseeland (RMNZ)            | 2× Platin                                                              | 60.000    |
| Vereinigtes Königreich (BPI) | 3× Platin                                                              | 1.800.000 |
| Insgesamt                    | 1× Gold · 6× Platin ·                                                  | 2.167.500 |

### Gotta Be Somebody
| Land/Region                  | Auszeichnungen für Musikverkäufe (Land/Region, Auszeichnung, Verkäufe) | Verkäufe |
| ---------------------------- | ---------------------------------------------------------------------- | -------- |
| Australien (ARIA)            | Platin                                                                 | 70.000   |
| Kanada (MC)                  | 4× Platin                                                              | 320.000  |
| Neuseeland (RMNZ)            | Gold                                                                   | 7.500    |
| Vereinigtes Königreich (BPI) | Silber                                                                 | 200.000  |
| Insgesamt                    | 1× Silber · 1× Gold · 5× Platin ·                                      | 597.500  |

### Something in Your Mouth
| Land/Region | Auszeichnungen für Musikverkäufe (Land/Region, Auszeichnung, Verkäufe) | Verkäufe |
| ----------- | ---------------------------------------------------------------------- | -------- |
| Kanada (MC) | 2× Platin                                                              | 160.000  |
| Insgesamt   | 2× Platin ·                                                            | 160.000  |

### Never Gonna Be Alone
| Land/Region | Auszeichnungen für Musikverkäufe (Land/Region, Auszeichnung, Verkäufe) | Verkäufe |
| ----------- | ---------------------------------------------------------------------- | -------- |
| Kanada (MC) | Platin                                                                 | 80.000   |
| Insgesamt   | 1× Platin ·                                                            | 80.000   |

### Shakin’ Hands
| Land/Region | Auszeichnungen für Musikverkäufe (Land/Region, Auszeichnung, Verkäufe) | Verkäufe |
| ----------- | ---------------------------------------------------------------------- | -------- |
| Kanada (MC) | Gold                                                                   | 40.000   |
| Insgesamt   | 1× Gold ·                                                              | 40.000   |

### I’d Come for You
| Land/Region | Auszeichnungen für Musikverkäufe (Land/Region, Auszeichnung, Verkäufe) | Verkäufe |
| ----------- | ---------------------------------------------------------------------- | -------- |
| Kanada (MC) | Platin                                                                 | 80.000   |
| Insgesamt   | 1× Platin ·                                                            | 80.000   |

### If Today Was Your Last Day
| Land/Region                  | Auszeichnungen für Musikverkäufe (Land/Region, Auszeichnung, Verkäufe) | Verkäufe |
| ---------------------------- | ---------------------------------------------------------------------- | -------- |
| Australien (ARIA)            | Gold                                                                   | 35.000   |
| Dänemark (IFPI)              | Gold                                                                   | 45.000   |
| Kanada (MC)                  | 4× Platin                                                              | 320.000  |
| Vereinigtes Königreich (BPI) | Silber                                                                 | 200.000  |
| Insgesamt                    | 1× Silber · 2× Gold · 4× Platin ·                                      | 600.000  |

### Burn It to the Ground
| Land/Region                  | Auszeichnungen für Musikverkäufe (Land/Region, Auszeichnung, Verkäufe) | Verkäufe  |
| ---------------------------- | ---------------------------------------------------------------------- | --------- |
| Dänemark (IFPI)              | Gold                                                                   | 45.000    |
| Kanada (MC)                  | 8× Platin                                                              | 640.000   |
| Neuseeland (RMNZ)            | Platin                                                                 | 30.000    |
| Vereinigtes Königreich (BPI) | Platin                                                                 | 600.000   |
| Insgesamt                    | 1× Gold · 10× Platin ·                                                 | 1.315.000 |

### This Afternoon
| Land/Region       | Auszeichnungen für Musikverkäufe (Land/Region, Auszeichnung, Verkäufe) | Verkäufe |
| ----------------- | ---------------------------------------------------------------------- | -------- |
| Australien (ARIA) | Gold                                                                   | 35.000   |
| Kanada (MC)       | 2× Platin                                                              | 160.000  |
| Insgesamt         | 1× Gold · 2× Platin ·                                                  | 195.000  |

### When We Stand Together
| Land/Region                  | Auszeichnungen für Musikverkäufe (Land/Region, Auszeichnung, Verkäufe) | Verkäufe |
| ---------------------------- | ---------------------------------------------------------------------- | -------- |
| Australien (ARIA)            | Platin                                                                 | 70.000   |
| Dänemark (IFPI)              | Gold                                                                   | 15.000   |
| Deutschland (BVMI)           | Gold                                                                   | 150.000  |
| Finnland (IFPI)              | Gold                                                                   | 5.782    |
| Kanada (MC)                  | Platin                                                                 | 80.000   |
| Schweden (IFPI)              | 2× Platin                                                              | 80.000   |
| Schweiz (IFPI)               | Gold                                                                   | 15.000   |
| Vereinigtes Königreich (BPI) | Silber                                                                 | 200.000  |
| Insgesamt                    | 1× Silber · 4× Gold · 4× Platin ·                                      | 615.782  |

### Lullaby
| Land/Region                  | Auszeichnungen für Musikverkäufe (Land/Region, Auszeichnung, Verkäufe) | Verkäufe |
| ---------------------------- | ---------------------------------------------------------------------- | -------- |
| Australien (ARIA)            | Gold                                                                   | 35.000   |
| Kanada (MC)                  | Gold                                                                   | 40.000   |
| Schweiz (IFPI)               | Gold                                                                   | 15.000   |
| Vereinigtes Königreich (BPI) | Silber                                                                 | 200.000  |
| Insgesamt                    | 1× Silber · 3× Gold ·                                                  | 290.000  |

### What Are You Waiting For?
| Land/Region        | Auszeichnungen für Musikverkäufe (Land/Region, Auszeichnung, Verkäufe) | Verkäufe |
| ------------------ | ---------------------------------------------------------------------- | -------- |
| Deutschland (BVMI) | Gold                                                                   | 200.000  |
| Insgesamt          | 1× Gold ·                                                              | 200.000  |

### San Quentin
| Land/Region | Auszeichnungen für Musikverkäufe (Land/Region, Auszeichnung, Verkäufe) | Verkäufe |
| ----------- | ---------------------------------------------------------------------- | -------- |
| Kanada (MC) | Gold                                                                   | 40.000   |
| Insgesamt   | 1× Gold ·                                                              | 40.000   |

## Auszeichnungen nach Liedern

### S.E.X.
| Land/Region | Auszeichnungen für Musikverkäufe (Land/Region, Auszeichnung, Verkäufe) | Verkäufe |
| ----------- | ---------------------------------------------------------------------- | -------- |
| Kanada (MC) | Gold                                                                   | 40.000   |
| Insgesamt   | 1× Gold ·                                                              | 40.000   |

## Auszeichnungen nach Musikstreamings

### When We Stand Together
| Land/Region     | Auszeichnungen für Musikverkäufe (Land/Region, Auszeichnung, Verkäufe) | Verkäufe |
| --------------- | ---------------------------------------------------------------------- | -------- |
| Dänemark (IFPI) | Platin                                                                 | 900.000  |
| Insgesamt       | 1× Platin ·                                                            | 900.000  |

## Auszeichnungen nach Videoalben

### Live at Home
| Land/Region               | Auszeichnungen für Musikverkäufe (Land/Region, Auszeichnung, Verkäufe) | Verkäufe |
| ------------------------- | ---------------------------------------------------------------------- | -------- |
| Kanada (MC)               | 2× Platin                                                              | 20.000   |
| Vereinigte Staaten (RIAA) | Gold                                                                   | 50.000   |
| Insgesamt                 | 1× Gold · 2× Platin ·                                                  | 70.000   |

### The Videos
| Land/Region               | Auszeichnungen für Musikverkäufe (Land/Region, Auszeichnung, Verkäufe) | Verkäufe |
| ------------------------- | ---------------------------------------------------------------------- | -------- |
| Kanada (MC)               | Platin                                                                 | 10.000   |
| Vereinigte Staaten (RIAA) | Platin                                                                 | 100.000  |
| Insgesamt                 | 2× Platin ·                                                            | 110.000  |

### The Ultimate Video Collection
| Land/Region                  | Auszeichnungen für Musikverkäufe (Land/Region, Auszeichnung, Verkäufe) | Verkäufe |
| ---------------------------- | ---------------------------------------------------------------------- | -------- |
| Australien (ARIA)            | Gold                                                                   | 7.500    |
| Kanada (MC)                  | Platin                                                                 | 10.000   |
| Vereinigte Staaten (RIAA)    | Platin                                                                 | 100.000  |
| Vereinigtes Königreich (BPI) | Gold                                                                   | 25.000   |
| Insgesamt                    | 2× Gold · 2× Platin ·                                                  | 142.500  |

### Live at Sturgis 2006
| Land/Region               | Auszeichnungen für Musikverkäufe (Land/Region, Auszeichnung, Verkäufe) | Verkäufe |
| ------------------------- | ---------------------------------------------------------------------- | -------- |
| Australien (ARIA)         | Gold                                                                   | 7.500    |
| Vereinigte Staaten (RIAA) | Gold                                                                   | 50.000   |
| Insgesamt                 | 2× Gold ·                                                              | 57.500   |

## Statistik und Quellen
| Land/RegionAuszeichnungen für Musikverkäufe (Land/Region, Auszeichnungen, Verkäufe, Quellen) | Silber       | Gold       | Platin         | Diamant  | Verkäufe    | Quellen                                                     |
| -------------------------------------------------------------------------------------------- | ------------ | ---------- | -------------- | -------- | ----------- | ----------------------------------------------------------- |
| Australien (ARIA)                                                                            | —            | 8× Gold8   | 22× Platin22   | —        | 1.765.000   | aria.com.au                                                 |
| Belgien (BRMA)                                                                               | —            | 2× Gold2   | —              | —        | 50.000      | ultratop.be                                                 |
| Dänemark (IFPI)                                                                              | —            | 7× Gold7   | 6× Platin6     | —        | 382.500     | ifpi.dk                                                     |
| Deutschland (BVMI)                                                                           | —            | 8× Gold8   | 4× Platin4     | —        | 2.100.000   | musikindustrie.de                                           |
| Europa (IFPI)                                                                                | —            | —          | 2× Platin2     | —        | (2.000.000) | ifpi.org (Memento vom 15. Oktober 2013 im Internet Archive) |
| Finnland (IFPI)                                                                              | —            | 2× Gold2   | —              | —        | 23.009      | ifpi.fi                                                     |
| Frankreich (SNEP)                                                                            | Silber1      | Gold1      | —              | —        | 225.000     | infodisc.fr snepmusique.com                                 |
| Golf-Kooperationsrat (IFPI)                                                                  | —            | —          | Platin1        | —        | 6.000       | ifpi.org (Memento vom 15. Oktober 2013 im Internet Archive) |
| Italien (FIMI)                                                                               | —            | —          | Platin1        | —        | 50.000      | fimi.it                                                     |
| Kanada (MC)                                                                                  | —            | 5× Gold5   | 65× Platin65   | —        | 5.580.000   | musiccanada.com                                             |
| Neuseeland (RMNZ)                                                                            | —            | 2× Gold2   | 18× Platin18   | —        | 420.000     | aotearoamusiccharts.co.nz NZ2 NZ3                           |
| Niederlande (NVPI)                                                                           | —            | Gold1      | Platin1        | —        | 110.000     | nvpi.nl                                                     |
| Österreich (IFPI)                                                                            | —            | 4× Gold4   | 2× Platin2     | —        | 115.000     | ifpi.at                                                     |
| Polen (ZPAV)                                                                                 | —            | Gold1      | —              | —        | 10.000      | olis.pl                                                     |
| Schweden (IFPI)                                                                              | —            | 3× Gold3   | 3× Platin3     | —        | 180.000     | sverigetopplistan.se                                        |
| Schweiz (IFPI)                                                                               | —            | 5× Gold5   | 2× Platin2     | —        | 145.000     | hitparade.ch                                                |
| Spanien (Promusicae)                                                                         | —            | Gold1      | —              | —        | 30.000      | elportaldemusica.es                                         |
| Ungarn (MAHASZ)                                                                              | —            | Gold1      | —              | —        | 1.000       | slagerlistak.hu                                             |
| Vereinigte Staaten (RIAA)                                                                    | —            | 6× Gold6   | 22× Platin22   | Diamant1 | 32.300.000  | riaa.com                                                    |
| Vereinigtes Königreich (BPI)                                                                 | 10× Silber10 | 5× Gold5   | 18× Platin18   | —        | 10.725.000  | bpi.co.uk                                                   |
| Insgesamt                                                                                    | 11× Silber11 | 62× Gold62 | 167× Platin167 | Diamant1 |             |                                                             |